# Andreas Scheits
Andreas Scheits (auch: Scheitz oder Scheutz) (* um 1655 in Hannover; † 1735 ebenda) war ein deutscher Hofmaler und Radierer.

## Leben
Geboren in Hannover wenige Jahre nach dem Dreißigjährigen Krieg, war Andreas Scheits der Sohn des in Hamburg tätigen Malers, Radierers und Illustrators Matthias Scheits, bei dem er auch seinen ersten Unterricht erhielt und als dessen Gehilfe er anfangs arbeitete. Aus dieser Kooperation entstanden etliche Radierungen nach Vorlagen des Vaters.
Seine weitere Ausbildung erhielt Andreas Scheits in Holland, wo sich im Rijksmuseum Amsterdam eine Radierung unter dem Titel (übersetzt etwa) „Trinkende Kriegsknechte in einem Raum“ erhalten hat.

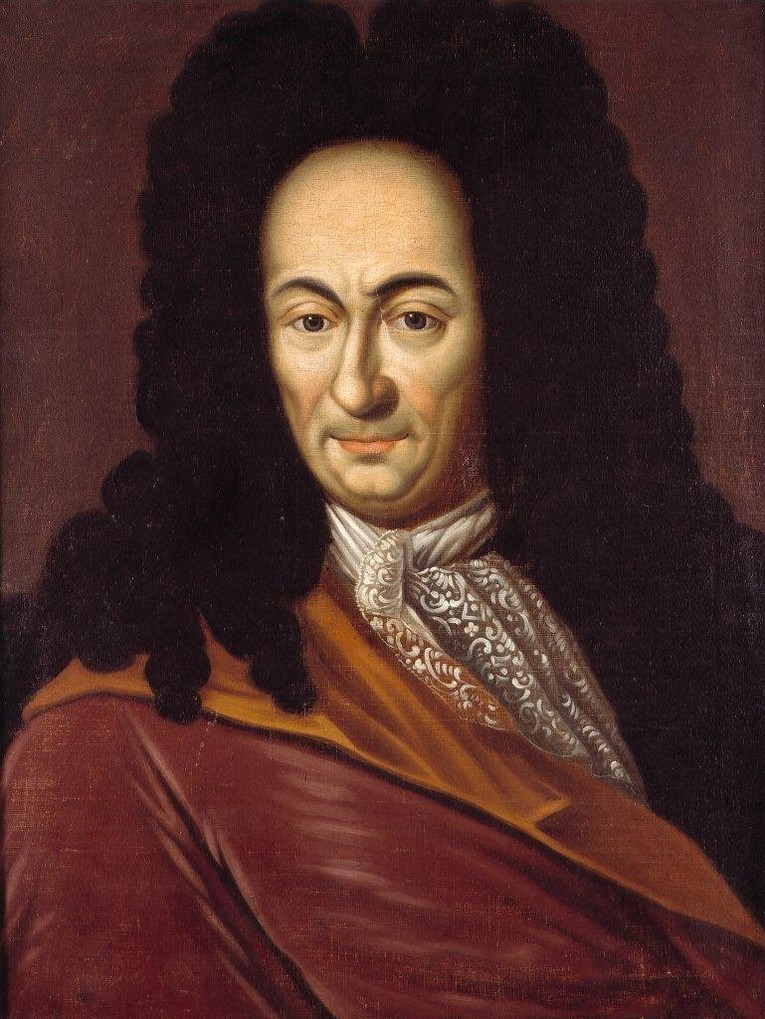
Ölgemälde von Leibniz nach Scheits im Museum von Schloss Herrenhausen

1696/97 war Andreas Scheits in Hannover zum Hofmaler ernannt worden und wirkte mit diesem Titel bis etwa 1727. Die meisten seiner Arbeiten zeigten Porträts von Zeitgenossen, darunter den seinerzeit ebenfalls in Hannover tätigen Hofrat und Bibliothekar Gottfried Wilhelm Leibniz, von dem sich die Kopie eines Ölgemäldes von 1711 sowie Abbildungen etwa im Herzog Anton Ulrich-Museum erhalten haben. Das Original, datiert 1703, wurde von der verwitweten Herzogin Sophie von Hannover, die er als nahezu Achtzigjährige um 1710 „fast privat“ malte, in Auftrag gegeben. Johann Friedrich Bause nutzte eine Vorlage Scheits für einen Kupferstich von Leibniz, dessen Original die Sächsische Landesbibliothek – Staats- und Universitätsbibliothek Dresden vorhält. Auch Etienne Fiquet und Carl Gottlieb Rasp stachen Leibniz nach Scheits Vorlage, ebenso wie Martin Bernigeroth.

## Weitere Werke (unvollständig)
Andreas Scheits „zeichnete, malte, ätzte und radirte“ in der Art seines Vaters und oft auch nach dessen Entwürfen, etwa
- Bacchus und Venus empfangen von Ceres und Cupido Gaben,
- Der Satyr, welcher den Tisch des Bauern verlässt, weil dieser kalt und warm bläst,
- Die Bäuerin mit dem zerbrochenen Krug oder
- Der die Hirtin bekränzende Hirte, während ein anderer die Flöte bläst.[3]

Die Hamburger Kunsthalle ist im Besitz des um 1709 entstanden „Porträt eines Rabbis“ in Öl auf Leinwand.
Bekannt sind – neben Porträts – „bäuerliche Scenen mit sehr guten Landschaften“. Das „Hamburger Künstlerlexikon“ kannte zwölf als „vorzüglich“ bezeichnete Radierungen Scheits nach eigenem Entwurf und eigener Ausführung, darunter die gedanklich „poetisch angehauchte […] Darstellung eines alten Bettlers an der Heerstraße, dessen Hund den Tod zu verscheuchen trachtet, der seinen Herrn antritt!“